# مركز أديلايد الترفيهي
مركز أديلايد الترفيهي (بالإنجليزية: Adelaide Entertainment Centre)‏ هي ساحة داخلية تقع في عاصمة جنوب أستراليا أديلايد.